# Рогізненська сільська рада (Демидівський район)
Рогі́зненська сільська́ ра́да — колишній орган місцевого самоврядування в Демидівському районі Рівненської області. Адміністративний центр — село Рогізне.
Ліквідована у 2017 році внаслідок об'єднання в Демидівську ТГ.

## Загальні відомості
Рогізненська сільська рада існувала з 1944 по 2017 рік. В радянський період до складу сільради входили села Глибока Долина і Копань (до 1992 року)
Відстань від центральної садиби до районного центру — 6 км.
Кількість дворів — 266. Всього населення — 723 осіб. Працездатне населення — 279 осіб. Пенсіонери — 256 осіб. Молодь до 18-ти років — 162 особи.
Загальна територія сільської ради — 1766 га. Загальна площа сільськогосподарських угідь — 1566 га, з них орних земель — 1320 га.

## Населені пункти
Сільській раді підпорядковані населені пункти:
| № | Назва   | Тип  | Рік заснування | Площа км² | Населення (2015), ос. |
| - | ------- | ---- | -------------- | --------- | --------------------- |
| 1 | Рогізне | село | 1545           | 17,66     | 648                   |

## Склад ради
Рада складається з 12 депутатів та голови.
- Голова ради: Панчук Анатолій Володимирович
- Секретар ради: Теслюк Марія Макарівна

### Керівний склад попередніх скликань
| Прізвище, ім'я, по батькові   | Основні відомості | Дата обрання | Дата звільнення |
| ----------------------------- | --- | ------------ | --------------- |
| Панчук Анатолій Володимирович | Сільський голова. Народився 08.08.1963 р. в с. Підбрусень, Млинівського району, освіта вища, безпартійний                                                                                     |              | 04.2002         |
| Коркушко Ігор Петрович        | Сільський голова. Народився 22.11.1966 р. в с. Крутнів, Кременецького району Тернопільської області. Вчитель математики у Вовковиївській ЗОШ I—III ступенів (1994—2002, 2006-теперішній час). | 04.2002      | 26.03.2006      |
| Панчук Анатолій Володимирович | Сільський голова. Народився 08.08.1963 р., освіта вища, безпартійний | 26.03.2006   | 31.10.2010      |
| Панчук Анатолій Володимирович | Сільський голова. Народився 08.08.1963 р., освіта вища, безпартійний | 31.10.2010   | 25.10.2015      |
| Панчук Анатолій Володимирович | Сільський голова. Народився 08.08.1963 р., освіта вища, безпартійний | 25.10.2015   |                 |

Примітка: таблиця складена та доповнена даними сайту Верховної Ради України та ЦВК

### Депутати VII скликання
За результатами місцевих виборів 2015 року депутатами ради стали:

#### За суб'єктами висування
| Суб'єкт висування | Кількість обраних депутатів | %      |
| ----------------- | --------------------------- | ------ |
| Самовисування     | 12                          | 100.00 |

#### За округами
| № округу | Прізвище, ім'я, по батькові   | Ким висунуто  | Дата нар.  | Освіта              | Партійна приналежність | Відомості                                    |
| -------- | ----------------------------- | ------------- | ---------- | ------------------- | ---------------------- | -------------------------------------------- |
| 1        | Бухало Мирослава Ананіївна    | Самовисування | 24.02.1968 | загальна середня    | безпартійна            | Демидівський центр зайнятості, безробітна    |
| 2        | Погранична Інна Василівна     | Самовисування | 01.11.1967 | вища                | безпартійна            | Рогізненська сільська рада, касир            |
| 3        | Коркушко Ігор Петрович        | Самовисування | 22.11.1966 | вища                | безпартійний           | Вовковиївська ЗОШ I—III ступенів, вчитель    |
| 4        | Дорощук Ярослав Юрійович      | Самовисування | 26.09.1978 | загальна середня    | безпартійний           | СФГ «Барвінок»                               |
| 5        | Лещишин Віктор Миколайович    | Самовисування | 23.05.1970 | вища                | безпартійний           | Відпустка по догляду за дитиною до 3-х років |
| 6        | Ваник Емілія Афанасіївна      | Самовисування | 01.09.1954 | загальна середня    | безпартійна            | Пенсіонер                                    |
| 7        | Теслюк Марія Макарівна        | Самовисування | 19.05.1963 | вища                | безпартійна            | Рогізненська сільська рада, секретар         |
| 8        | Теслюк Петро Дмитрович        | Самовисування | 02.05.1960 | вища                | безпартійний           | безробітний                                  |
| 9        | Іванюк Петро Ярославович      | Самовисування | 15.07.1978 | загальна середня    | безпартійний           | СГ «Віка-Вікторія»                           |
| 10       | Гах Марія Василівна           | Самовисування | 08.08.1990 | вища                | безпартійна            | Рогізненська ПШБ, бібліотекар                |
| 11       | Качан Людмила Володимирівна   | Самовисування | 04.06.1967 | загальна середня    | безпартійна            | безробітна                                   |
| 12       | Грабовецький Петро Михайлович | Самовисування | 11.07.1983 | професійно-технічна | безпартійний           | ПП Радченко, столяр                          |

### Депутати VI скликання
За результатами місцевих виборів 2010 року депутатами ради стали:

#### За суб'єктами висування
| Суб'єкт висування                                       | Кількість обраних депутатів | %    |
| ------------------------------------------------------- | --------------------------- | ---- |
| Політична партія Всеукраїнське об'єднання «Батьківщина» | 6                           | 37,5 |
| Самовисування                                           | 5                           | 31,3 |
| Народна партія                                          | 2                           | 12,5 |
| Партія регіонів                                         | 2                           | 12,5 |
| Комуністична партія України                             | 1                           | 6,3  |

#### За округами
| № округу                                                | Прізвище, ім'я, по батькові    | Дата визнання обраним | Освіта           | Партійна приналежність | Відомості про обраного депутата                                        |
| ------------------------------------------------------- | ------------------------------ | --------------------- | ---------------- | ---------------------- | ---------------------------------------------------------------------- |
| Комуністична партія України                             |                                |                       |                  |                        |                                                                        |
| 4                                                       | Катанаш Зоя Миколаївна         | 08.11.2010            | вища             | позапартійна           | Демидівський територіальний центр, соціальний працівник                |
| Народна Партія                                          |                                |                       |                  |                        |                                                                        |
| 2                                                       | Клепач Емілія Михайлівна       | 08.11.2010            | середня          | позапартійна           | Демидівське виробничо-заготівельно-торговельне підприємство, продавець |
| 10                                                      | Колесник Надія Миколаївна      | 08.11.2010            | середня          | позапартійна           | Демидівське виробничо-заготівельно-торговельне підприємство, бухгалтер |
| Партія регіонів                                         |                                |                       |                  |                        |                                                                        |
| 8                                                       | Теслюк Микола Михайлович       | 08.11.2010            | середня          | позапартійний          | приватний підприємець                                                  |
| 15                                                      | Теслюк Марія Макарівна         | 08.11.2010            | середня          | позапартійна           | Рогізненська сільська рада, секретар                                   |
| Політична партія Всеукраїнське об'єднання «Батьківщина» |                                |                       |                  |                        |                                                                        |
| 1                                                       | Теслюк Юрій Миколайович        | 08.11.2010            | середня          | позапартійний          | пенсіонер                                                              |
| 3                                                       | Перезва Марія Євстафіївна      | 08.11.2010            | вища             | позапартійна           | пенсіонер                                                              |
| 6                                                       | Лічевський Петро Іванович      | 08.11.2010            | середня          | позапартійний          | тимчасово не працює                                                    |
| 7                                                       | Ваник Емілія Афанасіївна       | 08.11.2010            | середня          | позапартійна           | пенсіонер                                                              |
| 13                                                      | Іванюк Петро Ярославович       | 08.11.2010            | середня          | позапартійний          | фермерське господарство «Садиба Плюс», керівник                        |
| 16                                                      | Качан Людмила Володимирівна    | 08.11.2010            | середня          | позапартійна           | тимчасово не працює                                                    |
| Самовисування                                           |                                |                       |                  |                        |                                                                        |
| 5                                                       | Скальський Володимир Дмитрович | 08.11.2010            | середня          | позапартійний          | Демидівське ВПУ № 25, інструктор по водінню автомобіля                 |
| 9                                                       | Дорощук Ярослав Юрійович       | 08.11.2010            | середня          | позапартійний          | фермерське господарство «Барвінок», керівник                           |
| 11                                                      | Лещишин Віктор Миколайович     | 08.11.2010            | вища             | позапартійний          | тимчасово не працює                                                    |
| 12                                                      | Хом'як Анатолій Євстафійович   | 08.11.2010            | вища             | позапартійний          | Демидівське ВПУ № 25, механік                                          |
| 14                                                      | Гах Марія Василівна            | 08.11.2010            | незакінчена вища | позапартійна           | Рогізненська публічно-шкільна бібліотека, бібліотекар                  |

## Соціальна інфраструктура
На території сільської ради розташовані такі підприємства, установи та організації (станом на 01.01.2017):

1. ПП «Оріон» — Галуза Василь Іванович

2. ФГ «Велес» — Галуза Василь Іванович

3. ФГ «Калина» — Теслюк Микола Юрійович

4. ФГ «Момент» — Хоміцький Володимир Григорович (припинено діяльність)

5. ФГ «Барвінок» — Дорощук Ярослав Юрійович

6. ФГ «Садиба Плюс» — Іванюк Петро Ярославович (припинено діяльність)

7. ФГ «Виговського» — Березюк Іван Никанорович

8. ФГ «Надія» — Савков Микола Андрійович

9. ФГ «Лан» — Ткачук Богдан Ярославович

12. Пилорама — ПП Теслюк Микола Михайлович

13. ДКУ — Шаранда Дмитро Миколайович

14. Млин — ФГ «Барвінок» — Дорощук Ярослав Юрійович

17. Рогізненська ЗОШ І ст. — завідувачка Теслюк Тетяна Миколаївна

18. Дошкільний навчальний заклад «Первоцвіт» — Галуза Галина Олександрівна

19. Фельдшерсько-акушерський пункт — Юсюк Людмила Володимирівна

20. Відділення зв'язку — Кондратовець Марія Володимирівна

21. Будинок культури — Кушнірук Галина Леонідівна

22. Публічно-шкільна бібліотека — Гах Марія Василівна

23. Громадська організація «Сприяння розвитку села» — Щербатюк Сергій Миколайович.
РОГІЗНЕНСЬКА ЗОШ І ступеня

Завідувачка Теслюк Тетяна Миколаївна

Укомплектованість педагогічними кадрами: всього вчителів — 3 (з них 1 сумісник), мають кваліфікаційну категорію — спеціаліст І категорії — 3, освіта вища — 3.
ДОШКІЛЬНИЙ НАВЧАЛЬНИЙ ЗАКЛАД «ПЕРВОЦВІТ»

Завідувачка Галуза Галина Олександрівна

Кількість дитячих мість — 25

Кількість дітей, які відвідують дитячий садок — 16 (станом на 08.2010 р.).
ВОДОПОСТАЧАННЯ

Чотири водонапірні башти, з них дві діючі забезпечують питною водою центр села (42 двори). Останнім часом частина дворів перейшла на автономне водопостачання із приватних свердловин.
ВОДНІ ОБ'ЄКТИ

Два існуючі ставки загального користування площею — 16,3 га

Проводяться роботи по виготовленню проектно-кошторисної документації на аукціон з прав оренди земель водного фонду 16 га.
ШЛЯХОВЕ ГОСПОДАРСТВО

Шосейна дорога Демидівка — Дубно потребує капітального ремонту.

Шість вулиць, із них: чотири із твердим покриттям, дві — планується покласти тверде покриття (плити).

## Населення
За переписом населення України 2001 року в сільській раді мешкало 736 осіб.

### Мова
Розподіл населення за рідною мовою за даними перепису 2001 року:
| Мова       | Відсоток |
| ---------- | -------- |
| українська | 99,06 %  |
| російська  | 0,81 %   |
| білоруська | 0,13 %   |